# Raymond Kegeris
Ray Kegeris, född 10 september 1901 i Bellwood, död 14 augusti 1975 i Los Angeles, var en amerikansk simmare.
Kegeris blev olympisk silvermedaljör på 100 meter ryggsim vid sommarspelen 1920 i Antwerpen.